# Dariusz Nojman
Dariusz Nojman, (ur. 21 września 1981) - filmowiec niezależny. Nazwany przez serwis filmowy stopklatka.pl Darkiem samoróbką, przy filmie zajmuje się praktycznie wszystkim: reżyserią, scenariuszem, zdjęciami, charakteryzacją oraz montażem. W swoich filmach gra epizodyczne role.
Film Hobby zdobył Grand Prix na Festiwalu "Oskariada" w 2004 roku.

## Filmografia
- Hobby, 2003 (38 min) - obsada aktorska
- Na drodze zła, 2005 (43 min) - obsada aktorska
- Studia upadku, 2006 (68 min) - reżyseria, scenariusz, zdjęcia, montaż, obsada aktorska (Darian)
- Nudle (serial) (odcinki ok. 8 min), 2008 - reżyseria, scenariusz, dubbing
- Rojbers (serial) (odcinki ok. 8 min), 2024 - reżyseria, scenariusz, dubbing